# Turniej o Srebrny Kask 2008
Turniej o Srebrny Kask 2008 – rozegrany w sezonie 2008 turniej żużlowy z cyklu rozgrywek o „Srebrny Kask”, w którym mogli uczestniczyć zawodnicy do 21. roku życia. W rozegranym w Rzeszowie finale zwyciężył Maciej Janowski. Drugi był Grzegorz Zengota, a trzecie miejsce zajął Patryk Pawlaszczyk.

## Finał
- 10 października 2008 r. (piątek), Rzeszów

| Msc. | Zawodnik              | Klub                  | Pkt     |             |  |
| ---- | --------------------- | --------------------- | ------- | ----------- |  |
| 1    | Maciej Janowski       | WTS Wrocław           | 12      | (3,3,1,2,3) |  |
| 2    | Grzegorz Zengota      | ZKŻ Zielona Góra      | 11+3    | (2,2,3,3,1) |  |
| 3    | Patryk Pawlaszczyk    | RKM Rybnik            | 11+2    | (3,2,0,3,3) |  |
| 4    | Mateusz Szczepaniak   | Włókniarz Częstochowa | 11+u/ns | (2,3,3,3,d) |  |
| 5    | Dawid Lampart         | Stal Rzeszów          | 11+w    | (3,3,3,2,0) |  |
| 6    | Michał Mitko          | RKM Rybnik            | 10      | (3,3,2,1,1) |  |
| 7    | Marcin Jędrzejewski   | Polonia Bydgoszcz     | 9       | (2,0,2,3,2) |  |
| 8    | Adrian Szewczykowski  | Stal Gorzów Wlkp.     | 8       | (2,0,1,2,3) |  |
| 9    | Daniel Pytel          | PSŻ Poznań            | 8       | (1,1,2,1,3) |  |
| 10   | Szymon Kiełbasa       | Unia Tarnów           | 7       | (1,1,2,1,2) |  |
| 11   | Sławomir Musielak     | Start Gniezno         | 6       | (1,1,3,0,1) |  |
| 12   | Marcin Piekarski      | Włókniarz Częstochowa | 6       | (0,2,0,2,2) |  |
| 13   | Patryk Dudek          | ZKŻ Zielona Góra      | 3       | (1,2,d,d,0) |  |
| 14   | Damian Celmer         | KS Toruń              | 2       | (0,w,1,1,d) |  |
| 15   | Kamil Brzozowski      | GTŻ Grudziądz         | 1       | (0,d,1,d,-) |  |
| 16   | Rafał Fleger          | RKM Rybnik            | 0       | (0,0,d,d,-) |  |
|      | rez. Grzegorz Szyszka | KSM Krosno            | 0       | (d)         |  |
|      | rez. Mateusz Szostek  | Stal Rzeszów          | 3       | (1,2)       |  |
|      | Adrian Gomólski       | KM Ostrów Wlkp.       |         |             |  |
|      | Przemysław Pawlicki   | Unia Leszno           |         |             |  |